# Kloster La Joie (Nemours)
Das Kloster La Joie (Abbaye Royale de Notre Dame de la Joie-lès-Nemours; Gaudium) war eine Zisterzienserinnenabtei im Tal des Loing in der Gemeinde Saint-Pierre-lès-Nemours.

## Geschichte
Das Kloster wurde 1231 durch Philipp II. von Nemours gestiftet und schloss sich 1236 dem Zisterzienserorden an. Die Ungunst der Lage, die Anlage des Loingkanals im 18. Jahrhundert und ein Brand im Jahr 1747 führten zum Niedergang, der zum Zusammenschluss mit anderen Klöstern (Kloster Mont-Notre-Dame, Kloster Braie, zuletzt der Abtei Villiers-aux-Nonnains) unter dem Namen Abbaye de Villiers-La Joye führte. Die Gebäude wurden 1777 verkauft, während der sonstige Immobilienbesitz bis zur Französischen Revolution dem Orden verblieb.

## Anlage
Die Anlage wurde nach 1777 zerstört. Erhalten sind lediglich die Klostermauer und eine ruinöse Kapelle aus dem Jahr 1778.